# 柱七 (毕宿)
御夫座χ，又名BD+32 1024，HD 36371、SAO 58164、HR 1843，是御夫座的一颗恒星，视星等为4.76，位于銀經175.77，銀緯-0.61，其B1900.0坐标为赤經5h 26m 13s，赤緯+32° -0.61′ 5″。